# Női kalapácsvetés a 2013. évi nyári európai ifjúsági olimpiai fesztiválon
A 2013. évi nyári európai ifjúsági olimpiai fesztiválon az atlétikai versenyszámok közül a női kalapácsvetést július 15-én rendezték Utrechtben.

## Döntő
| H     | Név                       | Nemzet           | 1     | 2     | 3     | 4     | 5     | 6     | E     | Mj |
| ----- | ------------------------- | ---------------- | ----- | ----- | ----- | ----- | ----- | ----- | ----- | -- |
| Arany | Bácskay Zsófia            | Magyarország     | 66.67 | 68.56 | 67.32 | 68.46 | 68.25 | 68.16 | 68.56 | CR |
| Ezüst | Victoriya Golda           | Ukrajna          | X     | 57.34 | X     | 62.28 | X     | 60.34 | 62.28 |    |
| Bronz | Maryia Litvinka           | Fehéroroszország | 61.03 | 60.51 | 61.12 | 58.02 | 60.94 | 61.82 | 61.82 |    |
| 4.    | Deniz Yaylaci             | Törökország      | 61.58 | 61.29 | 61.57 | X     | X     | X     | 61.58 |    |
| 5.    | Sofia Palkina             | Oroszország      | 58.31 | 59.40 | X     | 59.52 | 60.75 | X     | 60.75 |    |
| 6.    | Lucia Prinetti Anzalapaya | Olaszország      | X     | X     | 56.29 | 60.26 | 58.01 | 60.50 | 60.50 |    |
| 7.    | Suvi Koskinen             | Finnország       | X     | 59.75 | X     | X     | X     | 60.23 | 60.23 |    |
| 8.    | Efthymia Karastogianni    | Görögország      | X     | 54.59 | X     | X     | 46.76 | 50.54 | 54.59 |    |
| 9.    | Polina Ciui               | Moldova          | X     | 50.75 | 51.95 |       |       |       | 51.95 |    |
| 10.   | Alisson Kowalski          | Franciaország    | 50.87 | X     | 48.13 |       |       |       | 50.87 |    |
| 11.   | Natasa Djakovic           | Szerbia          | 44.41 | 43.21 | 46.18 |       |       |       | 46.18 |    |
| 12.   | Aiste Ziginskaite         | Litvánia         | 45.74 | -     | X     |       |       |       | 45.74 |    |
| 13.   | Andrea Mäsiarová          | Szlovákia        | 41.21 | X     | X     |       |       |       | 41.21 |    |
| -     | Sopio Matiashvili         | Grúzia           | X     | X     | X     |       |       |       | -     | NM |